# Anabela Đogani
Anabela Đogani, serb. Анабела Ђогани (ur. 26 stycznia 1975 w Goraždach) – bośniacka piosenkarka serbskiego pochodzenia.

## Życiorys
Przyszła na świat jako Anabela Bukva, córka Boszniaka Ahmeda Bukvy i bośniackiej Serbki Jadranki Polutak. W 1978 jej rodzice się rozeszli, a Anabela pozostała przy ojcu. W wieku 13 lat rozpoczęła naukę w szkole w Sarajewie. W 1991 wyjechała do Szwajcarii i nie mogła wrócić do rodziny z powodu toczącej się wojny w Bośni. Nie mając kontaktu z rodzicami zdecydowała się zamieszkać w Belgradzie, gdzie pracowała jako sekretarka. Tam poznała swojego przyszłego męża, Gazmenda Gaqi Đogani. Z tego związku przyszły na świat dwie córki (Luna i Nina).
Karierę artystyczną rozpoczęła w 1993 występując razem z Gaqim Đoganim w duecie Funky G. Duet osiągnął znaczne sukcesy, wydając 12 płyt. W dorobku artystycznym duetu znalazły się tak popularne utwory, jak „Samo u snu”, „Robinja”, „Ja Imam Nekog” czy „Kafana na Balkanu”. W kwietniu 2009 duet się rozpadł tak na płaszczyźnie zawodowej, jak i prywatnej, a Anabela wybrała karierę solową. W tym samym roku ukazał się jej pierwszy singiel „Moj Dragi” i wideoklip, zrealizowany w macedońskim Mawrowie. W 2010 ukazała się pierwsza płyta wokalistki – „Igra Sudbine” (Igraszka losu).

## Dyskografia

### Albumy
- 2010: Igra Sudbine

### Single
- 2009: Moj dragi
- 2010: 100 Ratova (wspólnie z Mią Borisavljević)
- 2010: Više nas nema
- 2010: Igra istine
- 2011: Beograd (wspólnie z Elitni odredi)
- 2015: Preventiva